# Großherzog

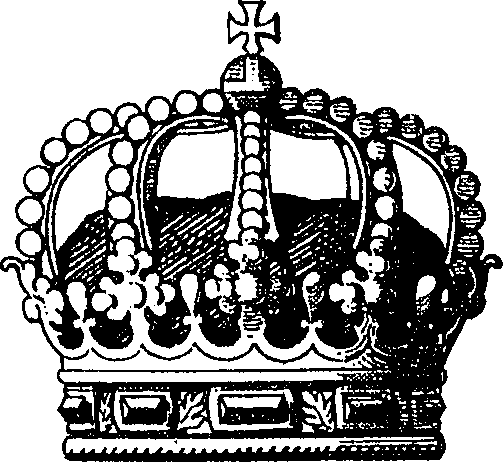
Heraldische Großherzogskrone

Großherzog (französisch Grand-duc, lateinisch magnus dux, englisch Grand duke, italienisch Grandúca) ist ein europäischer Adelstitel im Rang zwischen Herzog und König. Das Herrschaftsgebiet ist ein Großherzogtum.
Der Thronfolger eines Großherzogs trägt den Titel „Erbgroßherzog“.
Im Englischen und Französischen wurden auch die kaiserlichen Prinzen und Prinzessinnen Russlands, die seit dem 18. Jahrhundert bis zum Sturz der Zarenherrschaft 1917 den Titel Großfürst (Veliki Kniaz) bzw. Großfürstin (Velikaya Kniagina) führten, etwas irreführend als „Grand Duke“ oder „Grand-duc“ bzw. als „Grand Duchess“ oder „Grande-Duchesse“ bezeichnet, trugen dazu jedoch das Prädikat einer „Kaiserlichen Hoheit“.

## Herkunft und Entwicklung
Im späten Byzantinischen Reich existierte der Titel eines Großherzogs als Megas doux in der militärischen Hierarchie.

### Frühe Neuzeit
Papst Pius V. verlieh 1569 dem Herzog Cosimo I. von Florenz den Titel eines Großherzogs der Toskana, mit dem seit 1699 das Prädikat Königliche Hoheit verbunden war. Bis zum frühen 19. Jahrhundert war die Toskana das erste und einzige Großherzogtum der Welt. Nach dem Aussterben der Medici 1737 fielen Titel und Land infolge eines Beschlusses der europäischen Mächte dem bisherigen Herzog von Lothringen, Franz Stephan (dem späteren römisch-deutschen Kaiser Franz I.), zu. Als Gemahl der Habsburger-Erbin Maria Theresia wurde er zum Stammvater des Kaiserhauses Habsburg-Lothringen. Nach seinem Tode regierte von 1765 mit Unterbrechungen bis 1859 eine Sekundogenitur dieser Dynastie das Großherzogtum Toskana, bevor es 1860 im vereinigten Königreich Italien aufging.

### Neuzeit
Erst Napoleon I. ermöglichte im frühen 19. Jahrhundert eine Verbreitung des Großherzog-Titels – vor allem in seinen deutschen Einflussgebieten, dem unter seiner Federführung errichteten Rheinbund. Zunächst war unter  Berücksichtigung der Ansprüche von Caroline Bonaparte, der Schwester Napoleons, nur vorgesehen, dass der Schwager des Kaisers, Joachim Murat, seit dem 15. März 1806 Herzog von Kleve und Berg, bei der Gründung des Rheinbundes im Sommer 1806 die Würde eines Großherzogs von Kleve und Berg annehmen sollte. Doch auch der Landgraf von Hessen-Darmstadt, der Kurfürst von Baden und der Kurfürst von Würzburg bestanden sodann darauf, als souveräne Fürsten diesen Titel bei der Gründung des Rheinbundes anzunehmen. 1810 wurde für den Fürstprimas des Rheinbundes, den Regensburger Fürst-Erzbischof Karl Theodor von Dalberg, ein weiteres weltliches Großherzogtum Frankfurt geschaffen. Mit dem Sturz Napoleons gingen die Großherzogtümer Berg und Frankfurt (1813) sowie Würzburg (1814) wieder unter, die Großherzogtümer Hessen und Baden bestanden hingegen bis 1918 fort.
Die Bestimmungen des Wiener Kongresses erhoben 1815 zudem weitere deutsche Fürsten zu Großherzögen – die bisherigen Herzöge von Sachsen-Weimar-Eisenach, zu Mecklenburg (Mecklenburg-Schwerin und Mecklenburg-Strelitz) und von Oldenburg (im letztgenannten erst ab 1829 tatsächlich benutzt). Für diese Rangerhöhungen waren enge dynastische Verbindungen zu den Hohenzollern in Preußen bzw. zu den Romanow in Russland ausschlaggebend.
Ferner führten ab 1815 der Kaiser von Österreich als (nicht regierender) Großherzog von Toskana und (ab 1846) als regierender Großherzog der annektierten Stadt Krakau, der König von Preußen als Großherzog des Niederrheins und von Posen, der Kurfürst und souveräne Landgraf von Hessen-Kassel als Großherzog von Fulda zusätzliche Großherzogstitel.
Der König der Niederlande fungierte bis 1890 in Personalunion auch als Großherzog von Luxemburg, das bis 1866 ebenfalls zum Deutschen Bund gehörte. Da in den Niederlanden 1890 eine weibliche Thronfolge eintrat, die in Luxemburg rechtlich ausgeschlossen war, erhielt das Großherzogtum mit einer anderen Linie des Hauses Nassau (seit 1964 eigentlich Bourbon-Parma) eine eigene Dynastie.
Luxemburg ist seit 1918, als die Monarchien des Deutschen Reiches in der Novemberrevolution abgeschafft wurden, das einzige noch bestehende Großherzogtum der Welt.

## Anrede
Die dem Titelinhaber zukommende Anrede war das toskanische Prädikat „Königliche Hoheit“.
Zuweilen wird behauptet, dass die Herrscher von Hessen und von Baden als „Großherzogliche Hoheit“ firmiert hätten, doch spätestens um 1900 war auch hier das Prädikat „Königliche Hoheit“ üblich.